# Cantó de Moïta-Verde
El cantó de Moïta-Verde és una antiga divisió administrativa francesa situat al departament de l'Alta Còrsega i a la Col·lectivitat Territorial de Còrsega. Va existir de 1973 a 2015.

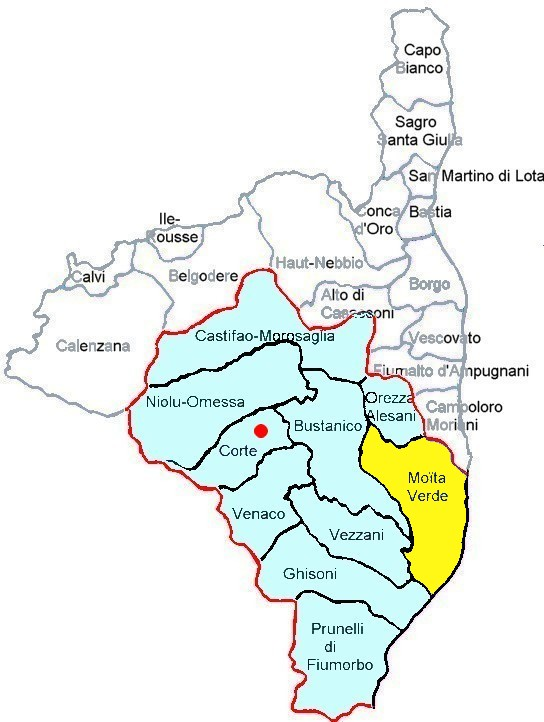
Localització del cantó de Moïta-Verde

## Administració
| Període   | Identitat       | Partit  | Qualitat |
| --------- | --------------- | ------- | -------- |
| 1988-2015 | Ange Fraticelli | RPR/UMP |          |

## Composició
| Nom             | Població | Codi Postal | Codi Insee |
| --------------- | -------- | ----------- | ---------- |
| Aleria          | 1 966    | 20270       | 2B009      |
| Ampriani        | 14       | 20272       | 2B015      |
| Campi           | 28       | 20252       | 2B053      |
| Canale-di-Verde | 335      | 20230       | 2B057      |
| Chiatra         | 190      | 20230       | 2B088      |
| Linguizzetta    | 939      | 20230       | 2B143      |
| Matra           | 43       | 20270       | 2B155      |
| Moïta           | 76       | 20270       | 2B161      |
| Pianello        | 76       | 20272       | 2B213      |
| Pietra-di-Verde | 115      | 20230       | 2B225      |
| Tallone         | 302      | 20270       | 2B320      |
| Tox             | 142      | 20270       | 2B328      |
| Zalana          | 128      | 20272       | 2B356      |
| Zuani           | 51       | 20272       | 2B364      |

## Demografia
| 1962  | 1968  | 1975  | 1982  | 1990  | 1999  |
| ----- | ----- | ----- | ----- | ----- | ----- |
| 2.653 | 4.730 | 6.135 | 5.093 | 4.489 | 4.405 |